# Bastei (Schiff, 1865)
Der Raddampfer Bastei wurde 1865 in der Schiffswerft Blasewitz gebaut. Das Schiff wurde unter dem Namen Raudnitz mit der Baunummer 11 auf Kiel gelegt. 1870 erhielt es den Namen Bastei.

## Die Zeit nach Indienststellung
Nach der Indienststellung als Glattdeckdampfer fuhr das Schiff für die Sächsisch-Böhmische Dampfschiffahrtsgesellschaft (SBDG). Aufgrund des geringen Tiefganges wurde es vorwiegend auf der Strecke Melnik – Obříství eingesetzt.
Um es dem Zugriff des Königreichs Preußen zu entziehen, wurde das Schiff im Mai 1866 im Vorfeld des Preußisch-Österreichischen Kriegs nach Theresienstadt verlegt und kehrte erst nach Kriegsende im August 1866 wieder nach Dresden zurück.
Im Jahr 1870 erhielt das Schiff eine neue Dampfmaschine und einen neuen Kofferkessel der englischen Maschinenbauanstalt John Penn and Sons. Nach dem Umbau ging es unter dem neuen Namen Bastei wieder in Fahrt. 1874 wurde das Schiff um 6 m verlängert.
Im Herbst 1892 wurde das Schiff außer Dienst gestellt und 1894 abgewrackt. Die Dampfmaschine erhielt die 1894 in Dienst gestellte Salesel.

## Die Dampfmaschine
Die Dampfmaschine sowie der Zwei-Flammrohr-Kofferkessel wurden von der Wilhelmshütte, Akt.-Ges. für Maschinenbau und Eisengießerei in Sprottau gebaut. Laut Jochen Rindt handelte sich hier um eine oszillierende Niederdruck-Zweizylinder-Zwillings-Dampfmaschine der mit einer Leistung von 75 PS. Wahrscheinlicher ist aber eine liegende Zweizylinder-Zwillings-Dampfmaschine der Bauart Corliss.
Die Maschine wurde schon 1870 ausgebaut und in die in diesem Jahr gebaute gestellte Libussa eingebaut. Die Raudnitz erhielt eine neue oszillierende Niederdruck-Zweizylinder-Zwillings-Dampfmaschine mit einer Leistung von 96 PS der englischen Maschinenbauanstalt John Penn and Sons. Von John Penn stammt auch der neue größere Zwei-Flammrohr-Kofferkessel.

## Kapitäne des Schiffes
- Carl August Russmann 1865
- Carl Gottlob Hamisch 1866
- Wenzel Franz Hora 1867
- August Hermann Froede 1868
- Ignaz Hora 1869
- Heinrich Ehregott Müller 1870–1873
- Friedrich Carl Kunze 1874–1879
- Friedrich Ignatz Beckel 1880
- Gustav Theodor Röhrig 1881–1882
- unbekannt 1883
- Friedrich Ignatz Beckel 1884
- Carl Hermann Jahn 1885
- Friedrich Moritz Jahn 1886
- Samuel August Füssel 1887–1889
- Friedrich Franz Kunze 1890–1892